# Gornje Leskovice
Gornje Leskovice (em cirílico: Горње Лесковице) é uma vila da Sérvia localizada no município de Valjevo, pertencente ao distrito de Kolubara. A sua população era de 390 habitantes segundo o censo de 2011.

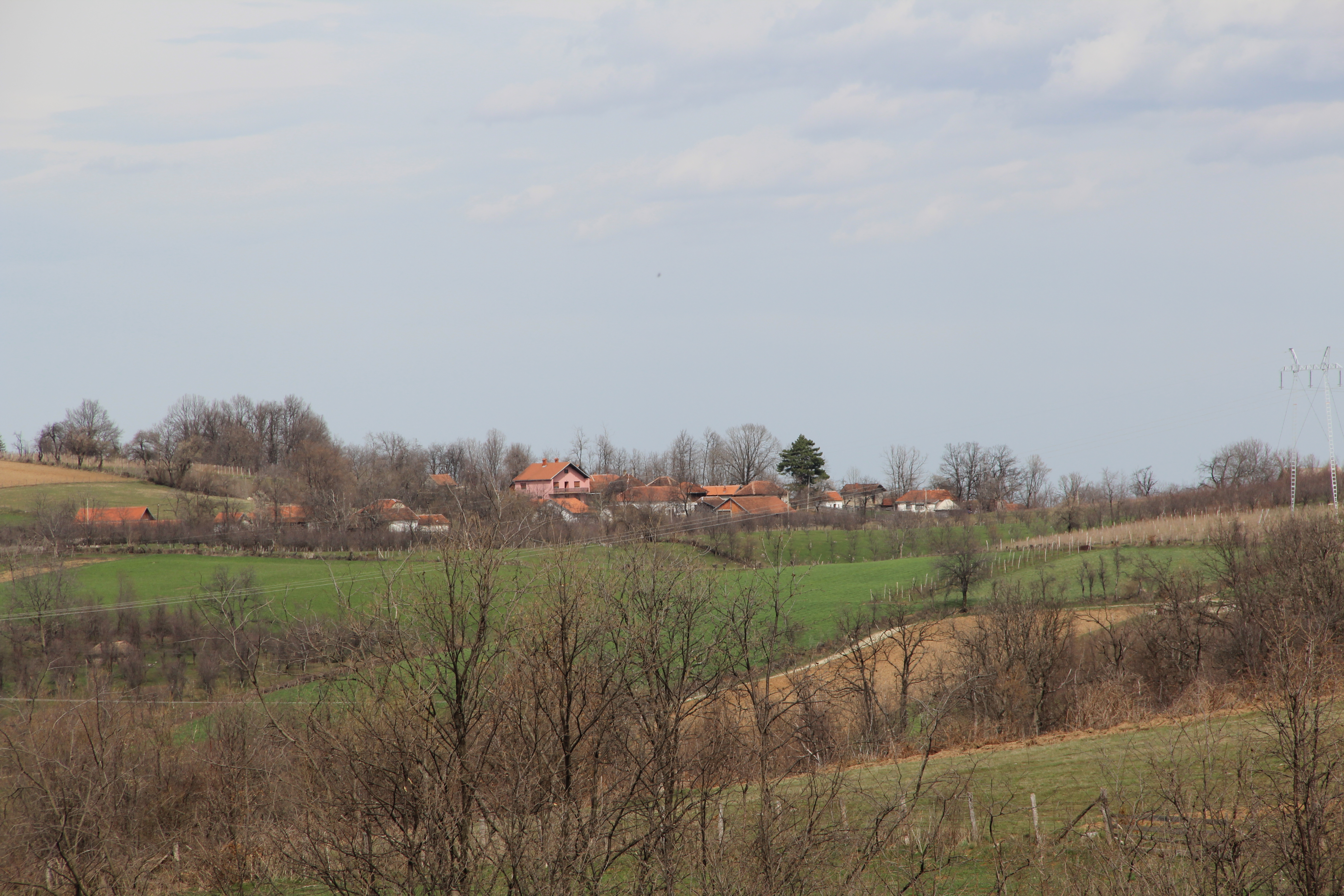
Gornje Leskovice - Panorama
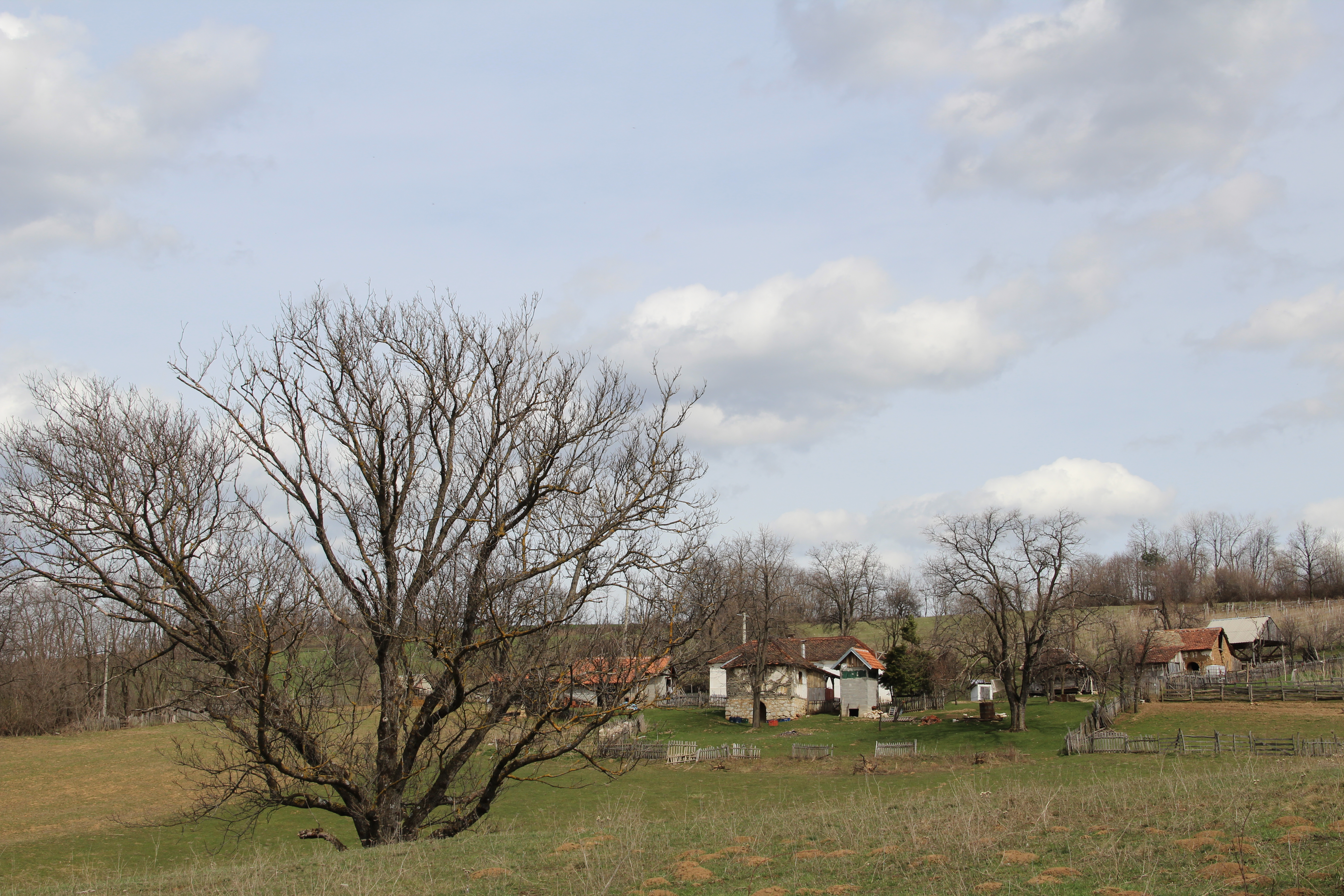
Gornje Leskovice - Panorama
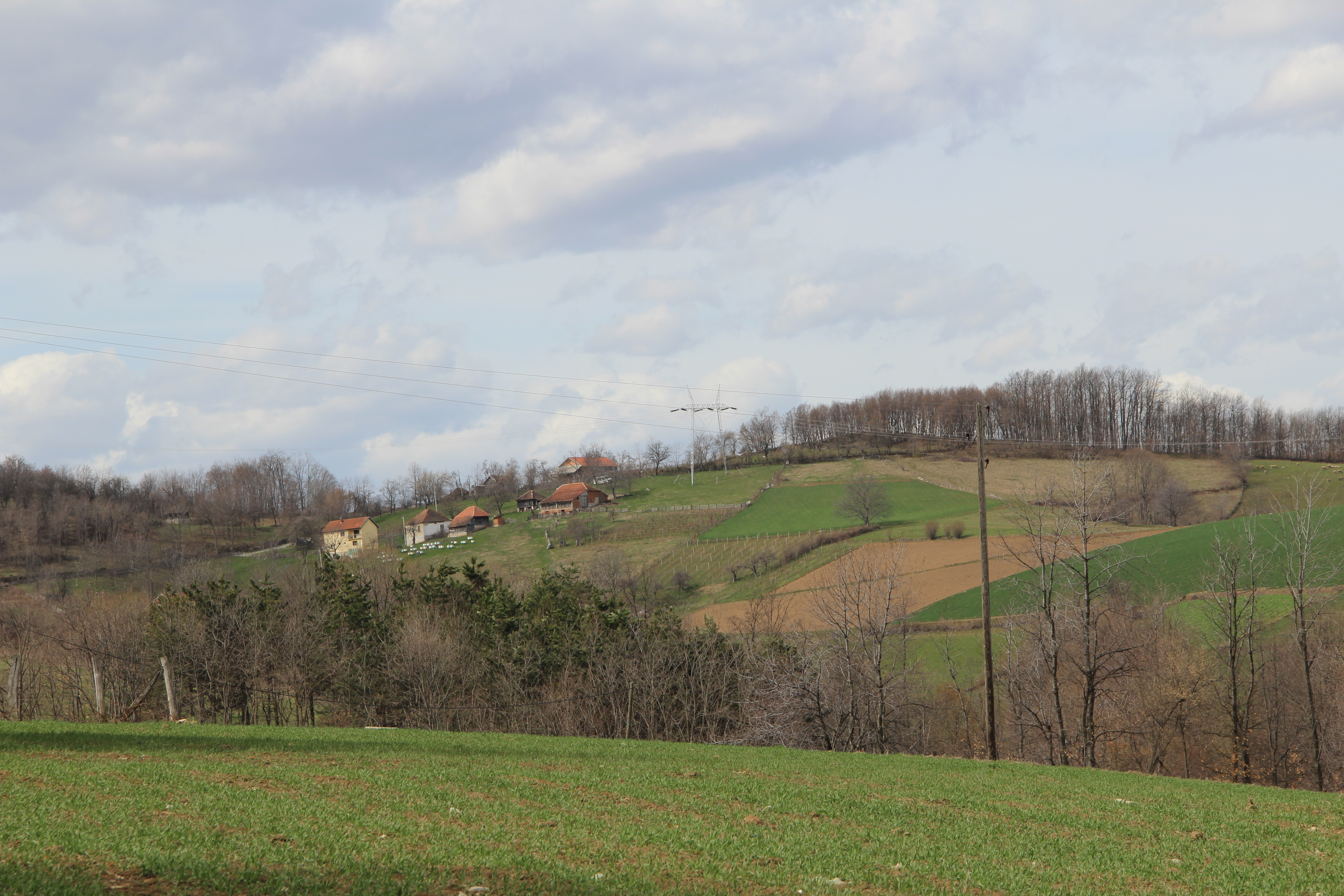
Gornje Leskovice - Panorama
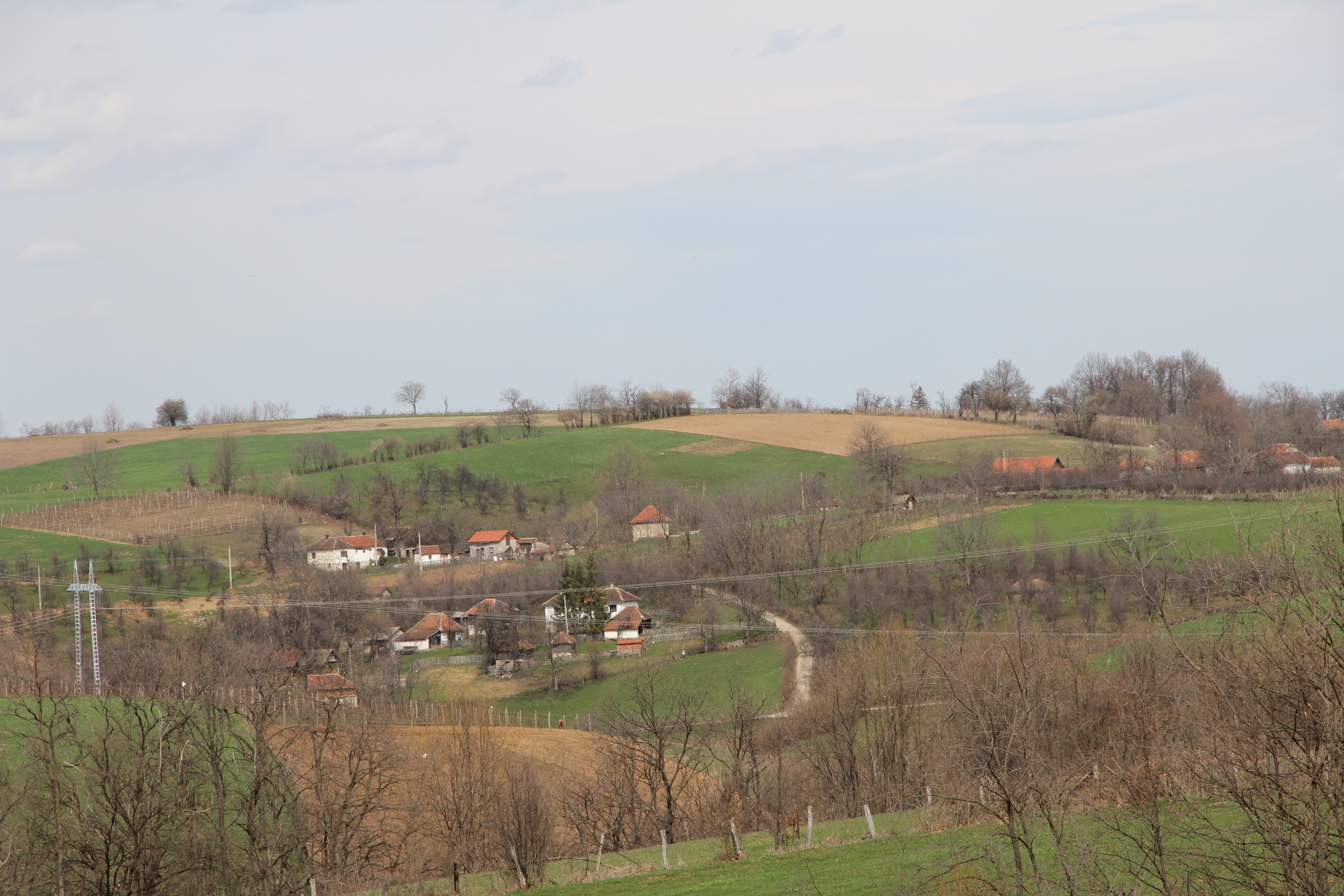
Gornje Leskovice - Panorama
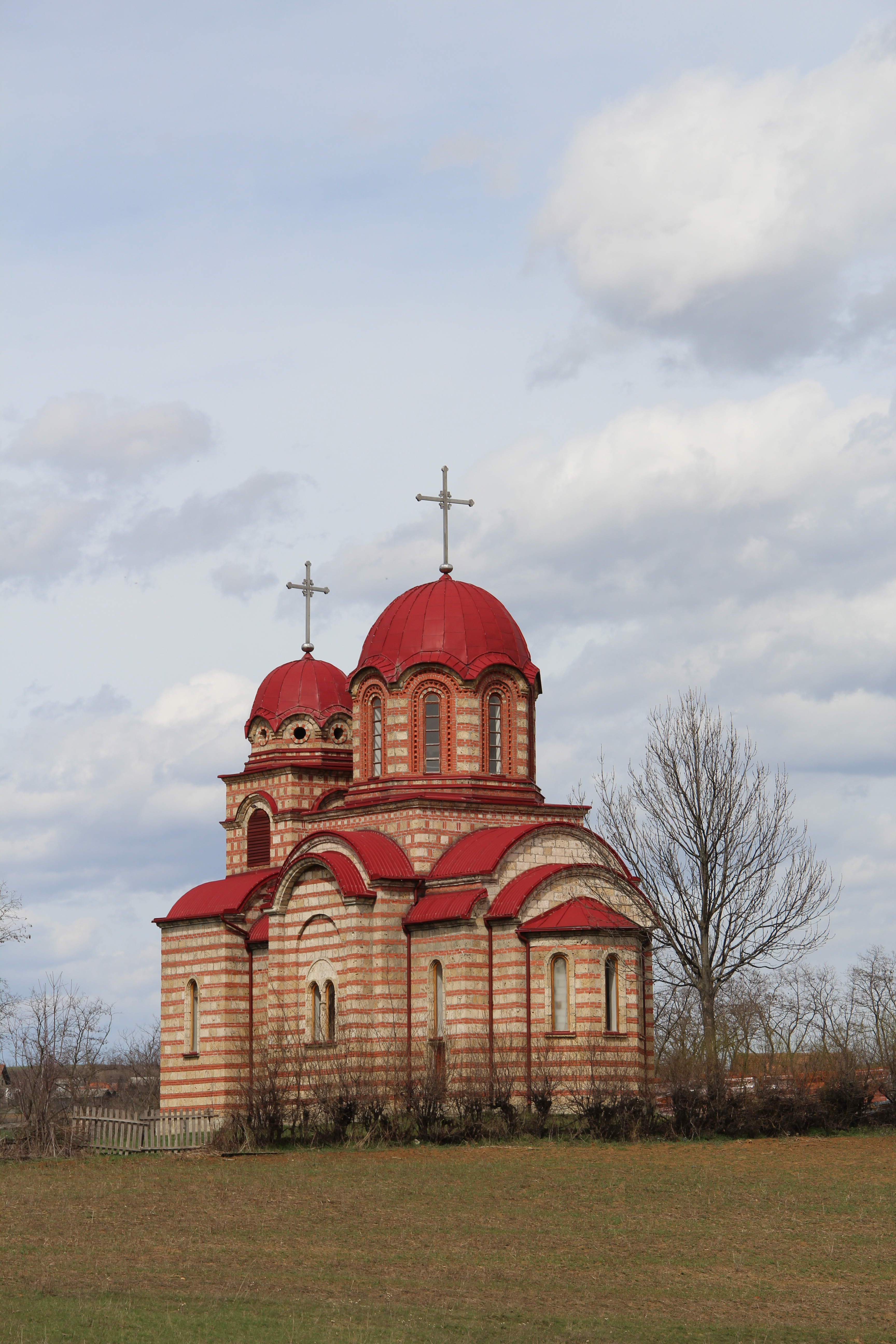
Gornje Leskovice - Church
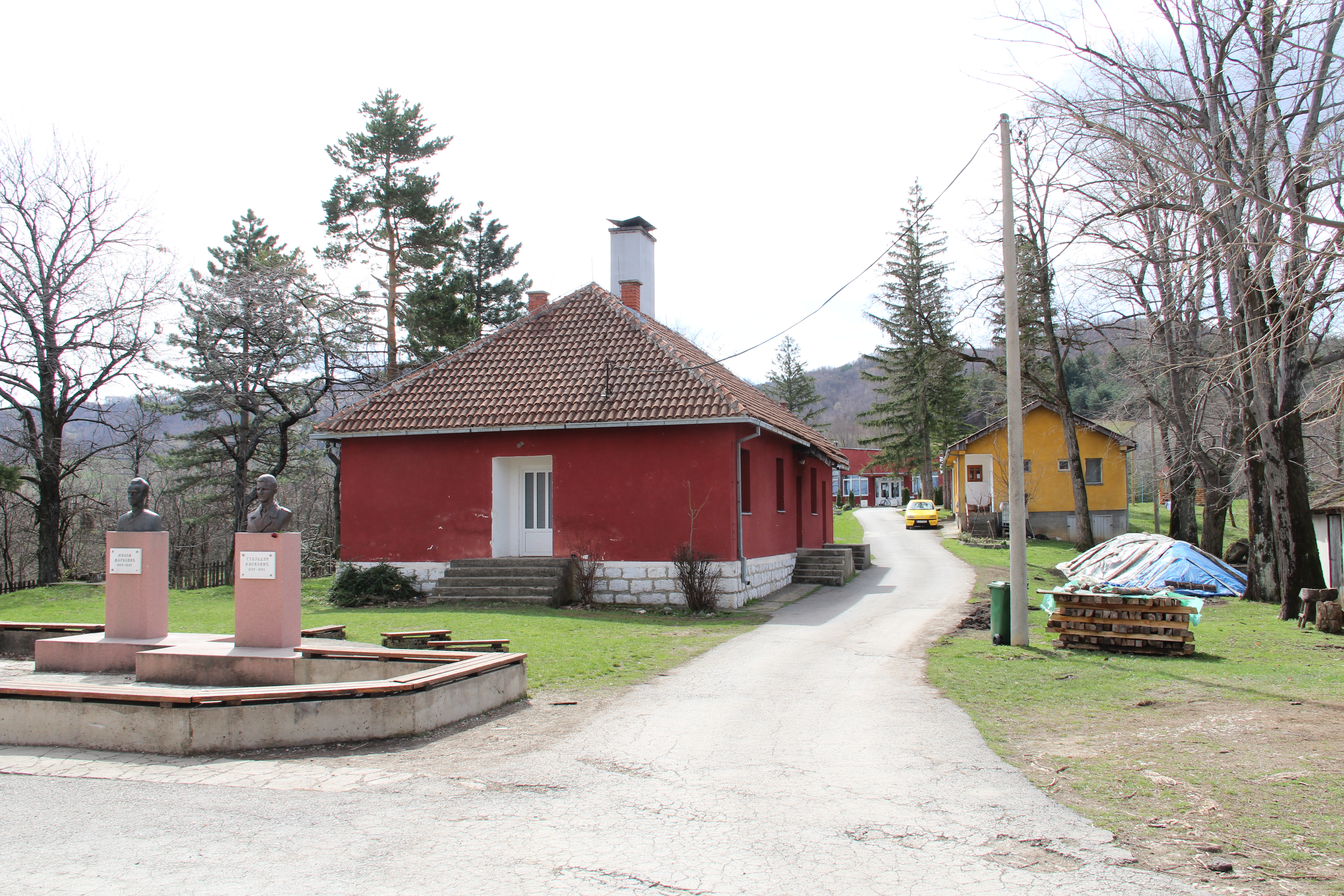
Gornje Leskovice - School
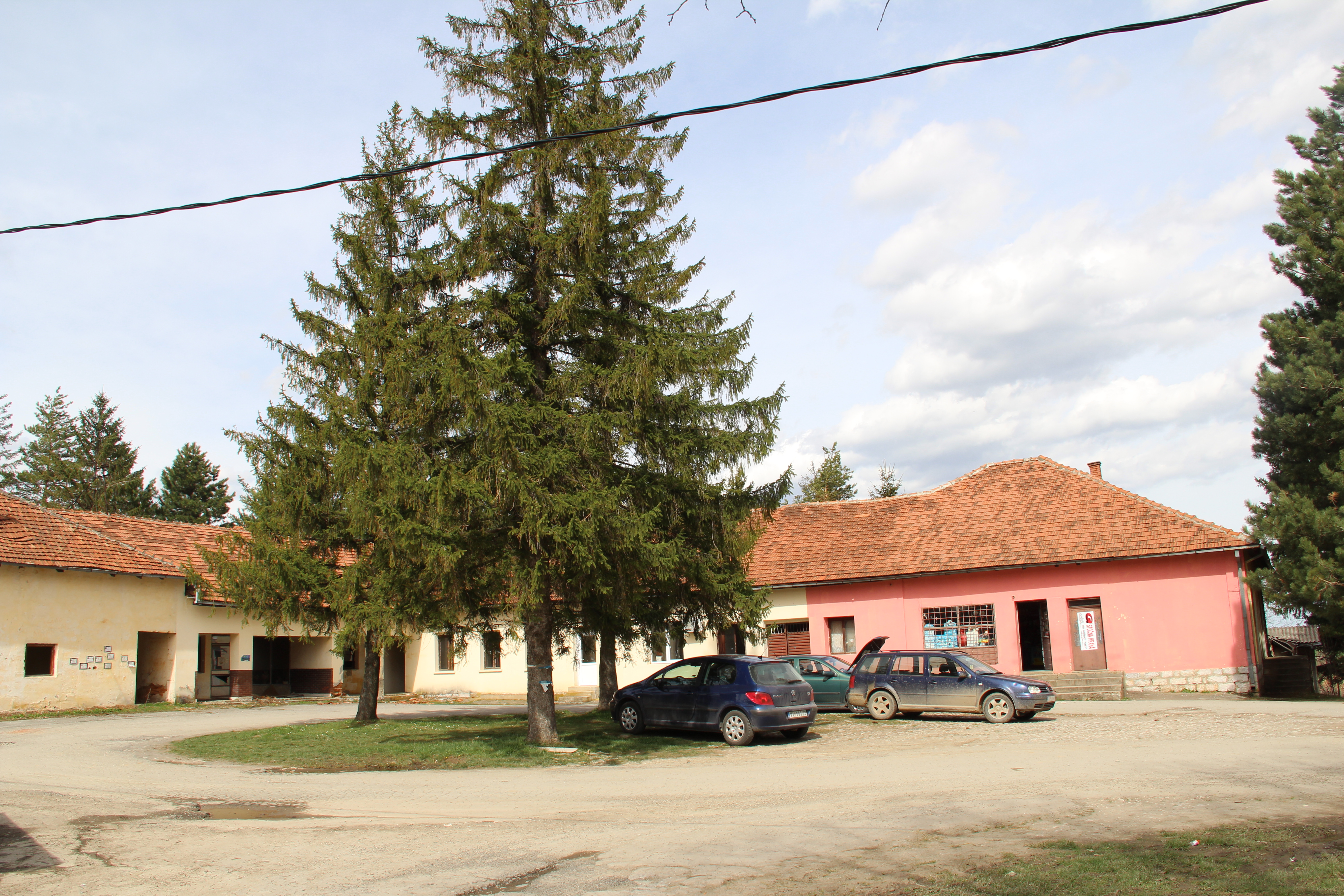
Gornje Leskovice - Centre

## Demografia
| 1948  | 1953  | 1961  | 1971 | 1981 | 1991 | 2002 | 2011 |
| ----- | ----- | ----- | ---- | ---- | ---- | ---- | ---- |
| 1 238 | 1 249 | 1 119 | 912  | 731  | 589  | 463  | 390  |